# Vertragsähnliche Ansprüche
Vertragsähnliche Ansprüche gehören zu den gesetzlichen Schuldverhältnissen und stehen im deutschen Zivilrecht neben den deliktischen und bereicherungsrechtlichen Ansprüchen.
Dazu gehören die: 
- Ansprüche aus Culpa in contrahendo – (§ 311 Absatz 2, 3 BGB).
- Ansprüche aus Geschäftsführung ohne Auftrag (GoA) – (§§ 677–687 BGB).
- Schadensersatzpflicht des Anfechtenden – (§ 122 Absatz 1 BGB).
- Haftung des Vertreters ohne Vertretungsmacht – (§ 179 BGB).